# Sankt Nikolaus kyrka, Staryj Oskol
Sankt Nikolaus kyrka (ryska: Храм Святителя Николая; translitteration: Hram Svjatitelja Nikolaja) är en rysk-ortodox kyrkobyggnad belägen i staden Staryj Oskol, i Belgorod oblast, i den västra delen av europeiska Ryssland.
Kyrkan är helgad åt Sankt Nikolaus och tillhör Belgorods stift.

## Historik

### Tidigare kyrka
Omkring 1640-talet fanns det en äldre kyrka av trä som var också helgad åt Sankt Nikolaus. Det är känt att kyrkans existens upphörde i slutet av 1730-talet.

### Nuvarande kyrkan
Den nuvarande kyrkan byggdes år 1910.
Under det stora fosterländska kriget (1941-1945) ska det ha det funnits sovjetiska krigsfångar i kyrkan. Under kriget skadades också kyrkan delvis.
Mellan 1948 och 1949 var altaret en butik, som stängdes på grund av en brand. Efter renoveringar under 1950-talet öppnade butiken igen och fanns där fram tills den första halvan av 1970-talet. Från dess tills 1995 stod kyrkan övergiven.
1995 renoverades kyrkan och den 22 maj samma år började gudstjänsterna hållas.
Sedan 2004 har kykan varit ett monument.

## Kyrkan
- Kupolen installerades i november 2009.[1]

- Altaret invigdes den 31 oktober 1999.[1][3]